# Images and Words - Live in Japan, 2017
Images and Words - Live in Japan, 2017 è il settimo album dal vivo del gruppo musicale statunitense Dream Theater, pubblicato il 25 giugno 2021 dalla Inside Out Music.

## Descrizione
Il disco rappresenta la prima uscita legata alla serie Lost Not Forgotten Archives, creata dal gruppo in collaborazione con la Inside Out Music al fine di ripubblicare i precedenti bootleg ufficiali distribuiti dalla YtseJam Records e materiale inedito. Nello specifico, l'album contiene la registrazione integrale del secondo album Images and Words eseguita dai Dream Theater durante il loro concerto tenuto a Tokyo nel 2017 in occasione del loro Images, Words & Beyond: 25th Anniversary Tour.

## Tracce
1. Pull Me Under – 8:23 (testo: Kevin Moore – musica: Dream Theater)
2. Another Day – 4:54 (testo: John Petrucci – musica: Dream Theater)
3. Take the Time – 12:45 (Dream Theater)
4. Surrounded – 5:45 (testo: Kevin Moore – musica: Dream Theater)
5. Metropolis - Part 1: "The Miracle and the Sleeper" – 13:09 (testo: John Petrucci – musica: Dream Theater)
6. Under a Glass Moon – 7:19 (testo: John Petrucci – musica: Dream Theater)
7. Wait for Sleep – 4:04 (Kevin Moore)
8. Learning to Live – 12:10 (testo: John Myung – musica: Dream Theater)

## Formazione
Gruppo
- James LaBrie – voce
- John Petrucci – chitarra
- Jordan Rudess – tastiera
- John Myung – basso
- Mike Mangini – batteria

Produzione
- John Petrucci – produzione
- WOWOW – registrazione
- Richard Chycki – missaggio
- James "Jimmy T" Meslin – montaggio audio aggiuntivo
- Peter Van 't Riet – mastering

## Classifiche
| Classifica (2021)          | Posizione massima |
| -------------------------- | ----------------- |
| Belgio (Vallonia)          | 97                |
| Germania                   | 20                |
| Paesi Bassi                | 85                |
| Regno Unito (rock & metal) | 9                 |
| Svizzera                   | 19                |